# Doru aculeatum
Doru aculeatum är en tvestjärtart som först beskrevs av Samuel Hubbard Scudder 1876.  Doru aculeatum ingår i släktet Doru och familjen hjärtfottvestjärtar. Inga underarter finns listade i Catalogue of Life.